# Lezsák Sándor
Lezsák Sándor István (Kispest, 1949. október 30. –) József Attila-díjas magyar költő, tanár, politikus, a Magyar Demokrata Fórum egyik alapítója. A Nemzeti Fórum Egyesület elnöke. 2006-tól – negyedik ciklusban – az Országgyűlés egyik fideszes alelnöke. A Magyar Művészeti Akadémia levelező tagja.

## Tanári pályafutása
1968-ban, a Madách Imre Gimnáziumban érettségizett, utána kocsikísérő rakodómunkás volt, majd az Országos Széchényi Könyvtárban könyvtári segédmunkatárs. 1969-ben a lakitelek-szikrai tanyasi iskola képesítés nélküli tanítója lett. 1971-ben felvették a szegedi Juhász Gyula Tanárképző Főiskola magyar–történelem szakára levelező tagozaton, ahol 1975-ben diplomázott. Egy évvel előtte elment a tanyasi iskolából, és a lakiteleki általános iskola tanára lett.
1969 és 1985 között a helyi művelődési ház színjátszó csoportjának vezetője, az Antológia c. est megtartása után elbocsátották ebből az állásából.
Az 1990-es években feleségével megalapította a Lakiteleki Népfőiskolát. 2004 óta a Mindszenty Társaság ügyvezető elnöke.

## Politikai pályafutása
A politika iránti érdeklődése korán elkezdődött. Első komolyabb aktivitása 1986-ban volt, amikor aláírta a kelet-európai másként gondolkodók felhívását.
1987. szeptember 27-én háza kertjében (lakiteleki sátor) alakult meg a Lakiteleki találkozók után mozgalomként a Magyar Demokrata Fórum. 1988-ban ennek elnökségi tagjává választották, amit a szervezet párttá alakulása után 2004-es kizárásáig meg is tartott. Ezalatt több ízben a párt alelnöke is. 1993 és 1994 között a párt ügyvezető elnöke.
1996-ban, a párt X. országos gyűlésén megválasztották az MDF elnökévé Szabó Iván ellenében, aki az új pártvezetés irányvonalával nem értett egyet, és több párttársával megalakította a később az MDF-be visszaolvadt MDNP-t.
Az 1998-as sikertelen országgyűlési választást követő országos gyűlésen már nem indult; ekkor Dávid Ibolya lett a párt új elnöke.
Az Országgyűlésbe 1994-ben jutott be pártja Bács-Kiskun megyei listájáról. 1996-tól a ciklus végéig frakcióvezető-helyettes. 1998-tól egyéni képviselő (Bács-Kiskun megye 3. vk.). 1998 és 2002 között az oktatási és tudományos bizottság elnöke, 2002 és 2006 között a Bács-Kiskun Megyei Közgyűlés tagja volt.
2004-ben a Dávid Ibolya pártelnök politikáját kritizálók megalakították Lezsák vezetésével az ún. Lakitelek-munkacsoportot. Lezsákot emiatt november 8-án kizárták a pártból, három nappal később pedig a parlamenti frakcióból is. Ekkor a munkacsoport tagjaival megalakították a Nemzeti Fórum nevű szervezetet, amely 2006-ban együttműködési megállapodást kötött a Fidesszel. A ciklus végéig független képviselőként dolgozott tovább.
A 2006-os országgyűlési választáson a Fidesz–KDNP színeiben indult, ahol első fordulóban megnyerte választókerületét. Ugyanebben az évben megválasztották az Országgyűlés egyik alelnökévé. A 2010-es országgyűlési választásokon ismét megnyerte választókerületét. A választások után beválasztották a nemzetbiztonsági bizottságba tagnak, illetve ismét megválasztották az Országgyűlés egyik alelnökévé, valamint a Fidesz-frakció egyik frakcióvezető-helyettesévé. 2014-ben a Bács-Kiskun megyei 4. sz. országgyűlési egyéni választókerület képviselője lett, majd 2018-ban és 2022-ben ugyanitt újraválasztották.
2022-ben az Országgyűlés alelnökének választották meg.

## Családja
Nős, felesége Sütő Gabriella gyógyszerész-asszisztens, majd az MDF lakiteleki irodájának vezetője. Gyermekeik: Levente (1973), Gabriella (1974) és Anna (1977).

## Irodalmi munkássága[3]
Verseskötetek
- Békebeli éjszaka (1983)
- Fekete felhő, teafű (1988)

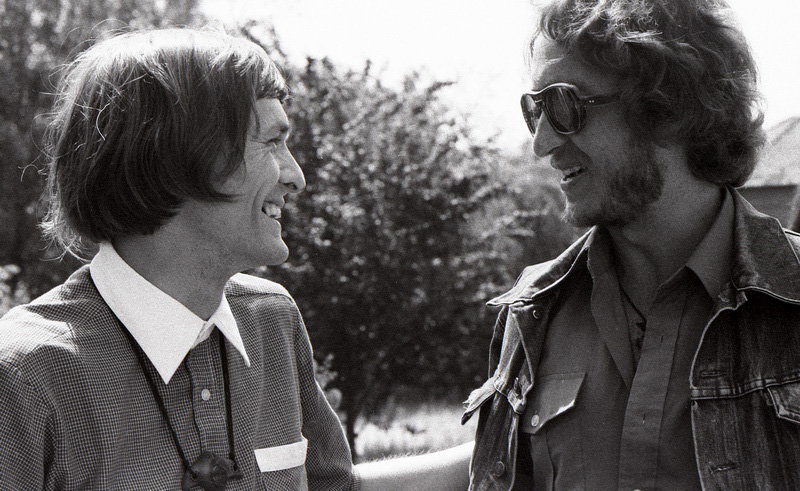
1979-ben a Fiatal Írók találkozóján Zalán Tiborral (Bahget Iskander felvétele)

- Társai elmentek Megváltót nézni (2015)
- Misi, a puska és a lódenkabát (2018)

Dráma
- Nyolcvan vödör levegő (1988)

Rockopera-versek
- Szörényi Levente: Atilla – Isten kardja (1993)

Politikai írások
- Iskola a politikában (2007)
- Himnusz kívülről, belülről (2012, Spangel Péter interjúkötete)
- A rozsdás kések ellenében (2018)

Megzenésített versek
- Száz évre dall (2016, Énekmondó Együttes)

Gyermekversek
- Színitanoda (2016, Létai Márton rajzaival)

Romantikus népszínmű
- Atilla fia, Csaba királyfi (2017)

Musical
- Az Ég tartja a Földet – Erzsébet, a szerelem szentje (2022)

## Kötetei
- Szavak piacán Négy fiatal költő Hideg Antal, Szilágyi Zoltán, Lezsák Sándor, Virágh József versei; szerk. Hatvani Dániel; Bács-Kiskun Megyei Tanács, Kecskemét, 1981 (Forrás könyvek)
- Békebeli éjszaka; Kozmosz Könyvek, Budapest, 1983
- Lezsák Sándor–Birinyi József: Mint a madarak; Független Fórum, Bécs–Budapest, 1988
- Fekete felhő, teafű; Magvető, Budapest, 1988
- Nyolcvan vödör levegő. Tragikus komédia két részben; Antológia, Lakitelek, 1999
- Iskola a politikában avagy Mit nem tudott Herder úr? Politikai írások, parlamenti felszólalások 1987–2007; Antológia, Lakitelek, 2007
- Himnusz kívülről, belülről Lezsák Sándorral beszélget Spangel Péter; Kairosz, Budapest, 2012 (Magyarnak lenni)
- Társai elmentek Megváltót nézni. Összegyűjtött versek; Kairosz, Budapest, 2015
- Színitanoda. Óvodásoknak, kisiskolásoknak; Kairosz, Budapest, 2016
- Atilla fia, Csaba királyfi. Romantikus népszínmű 12 jelenésben; Kairosz, Budapest, 2017
- A rozsdás kések ellenében. Válogatott írások, 2009–2018; Kairosz, Budapest, 2018
- Misi, a puska és a lódenkabát. Versek; Kairosz, Budapest, 2018
- Nagypapa a bőröndben. Groteszk népszínmű két részben, avagy drámai kurzusdarab, keverő-kavaró komédiával, némi áthallással, de a jó befejezés még várat magára; Kairosz, Budapest, 2019

## Díjai és kitüntetései
- Kilencek Irodalmi Díja (1982)
- a clevelandi József Attila Társaság irodalmi díja (1984)
- a floridai Helikon Nemzetközi Kulturális Társaság díja (1990)
- Pilinszky János-díj (1993)
- Bethlen Gábor-díj (2001)[4][5]
- Bács-Kiskun megyéért díj (2008)
- Polgári Magyarországért-díj (2009)[6]
- Teleki Pál Emlékérem (2009)
- Polgárőr Érdemrend (2012)
- Pesti Srác-díj (2012)
- Szent Adalbert-díj (2013)
- Béke Lángja-díj (2015)
- Prokop Péter-díj (2016)
- József Attila-díj (2018)
- A Magyar Érdemrend nagykeresztje (2019)[7]
- Petőfi-díj (2019)
- Tőkés László-díj (2022)